# Monacos Grand Prix 1996
Monacos Grand Prix 1996 var det sjätte av 16 lopp ingående i formel 1-VM 1996.

## Rapport
Monacos Grand Prix 1996 var ett mycket märkligt lopp eftersom bara fyra bilar kom i mål på den våta banan. Olivier Panis vann sin första och enda seger i formel 1. Bara 75 av de planerade 78 varven kördes eftersom loppet då pågått i två timmar. 

## Resultat
1. Olivier Panis, Ligier-Mugen Honda, 10 poäng
2. David Coulthard, McLaren-Mercedes, 6
3. Johnny Herbert, Sauber-Ford, 4
4. Heinz-Harald Frentzen, Sauber-Ford, 3
5. Mika Salo, Tyrrell-Yamaha, 2 (varv 70, kollision)
6. Mika Häkkinen, McLaren-Mercedes, 1 (70, kollision)
7. Eddie Irvine, Ferrari (68, kollision)

### Förare som bröt loppet
- Jacques Villeneuve, Williams-Renault (varv 68, kollision)
- Jean Alesi, Benetton-Renault (60, upphängning)
- Luca Badoer, Forti-Ford (60, kollision)
- Damon Hill, Williams-Renault (40, motor)
- Martin Brundle, Jordan-Peugeot (30, snurrade av)
- Gerhard Berger, Benetton-Renault (9, växellåda)
- Pedro Diniz, Ligier-Mugen Honda (5, transmission)
- Ricardo Rosset, Footwork-Hart (3, snurrade av)
- Ukyo Katayama, Tyrrell-Yamaha (2, snurrade av)
- Michael Schumacher, Ferrari (0, snurrade av)
- Rubens Barrichello, Jordan-Peugeot (0, snurrade av)
- Jos Verstappen, Footwork-Hart (0, snurrade av)
- Giancarlo Fisichella, Minardi-Ford (0, kollision)
- Pedro Lamy, Minardi-Ford (0, kollision)

### Förare som ej startade
- Andrea Montermini, Forti-Ford (snurrade av under träning)

## VM-ställning
| Förarmästerskapet 1. Damon Hill, Williams-Renault, 43 2. Jacques Villeneuve, Williams-Renault, 22 3. Michael Schumacher, Ferrari, 16 | Konstruktörsmästerskapet 1. Williams-Renault, 65 2. Ferrari, 25 3. Benetton-Renault, 18 |